# Iglesia de Villazón
La  Iglesia de Santiago de Villazón  es la iglesia de la población de Quintana, se ubica dominando la Vega de Villazón.

## Historia
Data del siglo XII, aunque su estructura es de fines del XVIII y fue reformada en 2013, siendo reinaugurada con una misa oficiada por el Arzobispo de Oviedo, monseñor Jesús Sanz Montes.

## Descripción
Está construido con piedra de la zona y ladrillo tocho para los muros y arcos, vigas y planchas de madera y tejas para el tejado y piezas pequeñas de madera, ramas y yeso para las bóvedas y cúpulas encamonadas.

### Exterior
Su fachada es simple, con una puerta, flanqueada por una ventana a cada lado, siendo todos los vanos de arcos de medio punto y situándose sobre la puerta una cruz y sobre ella un óculo que da paso al frontón triangular que corona la fachada, que en las calles laterales se vuelve redondeado.Sobre este se sitúa una torre, con tres cuerpos de cuatro caras, el primero con dos ventanas estrechas de arcos de medio punto, el segundo con un solo vano con el mismo tipo de arco que paso a una terraza con una rejería y el último con frontones que sostienen el tejado.

### Interior
Cuenta con tres naves, siendo la central más alta y ancha que las laterales, empezando por un nártex y terminando en un presbitario plano y elevado con respecto al resto del templo, en el que se sitúa la capilla mayor, que tras el retablo del altar mayor alberga en el camarín la imagen de Santiago. Cuenta con una talla románica de Santiago y un Cristo crucificado del siglo XIII.